# Općina Tolmin
Općina Tolmin (slo.:Občina Tolmin) je općina na sjeverozapadu Slovenije u pokrajini Primorskoj i statističkoj regiji Goriškoj. Središte općine je grad Tolmin s 3.737 stanovnika. 

## Zemljopis
Općina Tolmin nalazi se na sjeverozapadu Slovenije na granici s Italijom, u središnjem dijelu općine nalazi dolina rijeke Soče, sjeverno od doline pružaju se Julijske Alpe, a južno Beneške Alpe.
U općini vlada umjereno kontinentalna klima. Najvažniji vodotok u općini je rijeka Soča i svi manji vodotoci su njeni pritoci, od njih najznačajnija je rječica Idrijca.

## Naselja u općini
Bača pri Modreju, Bača pri Podbrdu, Bukovski Vrh, Čadrg, Čiginj, Daber, Dolenja Trebuša, Dolgi Laz, Dolje, Drobočnik, Gabrje, Gorenja Trebuša, Gorenji Log, Gorski Vrh, Grahovo ob Bači, Grant, Grudnica, Hudajužna, Idrija pri Bači, Kal, Kamno, Kanalski Lom, Klavže, Kneške Ravne, Kneža, Koritnica, Kozaršče, Kozmerice, Kuk, Lisec, Ljubinj, Logaršče, Loje, Modrej, Modrejce, Most na Soči, Obloke, Pečine, Petrovo Brdo, Pobrdo, Podmelec, Polje, Poljubinj, Ponikve, Porezen, Postaja, Prapetno, Prapetno Brdo, Roče, Rut, Sela nad Podmelcem, Sela pri Volčah, Selce, Selišče, Slap ob Idrijci, Stopnik, Stržišče, Temljine, Tolmin, Tolminske Ravne, Tolminski Lom, Trtnik, Volarje, Volčanski Ruti, Volče, Zadlaz-Čadrg, Zadlaz-Žabče, Zakraj, Zatolmin, Znojile, Šentviška Gora, Žabče

## Vanjske poveznice
- Službena stranica općine